# 理藩院
理藩院（转写：tulergi golo-be dasara jurgan）是清朝時處理外藩事務的一個衙門，始創於清朝崇德年間，在順治年間由附屬於禮部改為獨立部門，並在清初至總理各國事務衙門成立前兼領對俄羅斯事務。在光緒三十二年（1906年）的清末新政中因改革官制，理藩院改爲理藩部。清亡後，中國再無藩屬的概念，理藩部被撤銷。

## 歷史沿革
在大清国建立的崇德元年（1636年），皇太極創立理藩院的前身“蒙古衙門”（转写：Monggo jurgan），因蒙古部落歸附清朝日多，故設立衙門，專管外藩事務負責處理對蒙古的事務。在三年後，將蒙古衙門改爲理藩院。隨著帝國疆土日漸擴張，理藩院成爲管理蒙古、西藏、青海、新疆以及西南土司等各個少數民族事務的行政機關，並兼理對俄羅斯帝國的事務。順治元年（1644年），順治帝將理藩院長官「承政」改名為「尚書」，副長官「參政」易名爲「侍郎」，助理「副理事官」爲「員外郎」，並在隨後的順治十六年（1659年），讓理藩院尚書、侍郎兼任禮部的官銜，將「理藩院尚書」定爲「禮部尚書銜掌理藩院事」，將「參政」改名作「禮部侍郎銜協理理藩院事」。在順治十八年（1661年），執政的四輔臣認爲理藩院管理整個外藩事務，責任重大，附屬於禮部不合適，便下諭此後理藩院官員不用兼禮部官銜，理藩院各長官又復稱理藩院尚書和理藩院侍郎，同時也規定理藩院官制與六部看齊，並授權理藩院尚書可參與中樞議政。
清代“外藩”的範圍龐雜，除了被清朝统治的部族外，清朝境外邻边的国家也被称为“外藩”，亦可称为“藩属国”。清代“外藩”一词涵盖了“藩国”、“属国”、“藩服”、“藩部”之义。外藩与部落合用，是为“外藩部落”，例如，乾隆帝称新疆境外的哈萨克、布鲁特“究属外藩部落”。因此理藩院执掌除了清朝境内的“外藩”，还包括南亚的廓尔喀以及中亚的哈萨克、浩罕等汗国，实际上属于朝贡国范畴。对于俄罗斯、英国、日本这些国家，清初回避了以含有臣服之意的“藩部”、“藩属”、“属国”称谓，也多以“外藩”称之。理论上，清朝皇帝把内地十八省和东三省以外的民族地区和外国均视为“外藩”，应用范围最广。
光绪三十二年（1906年）七月，清朝在实行新政过程中进行官制改革，理藩院机构发生了比较大的变化。鉴于“蒙、藏、青海，固圉防边，其行政事宜实与各部并重，故易理藩院为理藩部。”更名以后，理藩部的内部机构也发生了较大变化，其中包括：裁撤内外馆监督。这是因为，年班来京的蒙古王公，或自有府第，或租赁民房，早已不在内外馆居住了，内外馆监督“无从稽查，无可弹压，几同虚设”，因而裁撤。合并满档房等机构成立领办处，设调查、编纂两局附入该处。领办处是全部公务总汇集的地方，设领办、帮办、稽核文移、总看奏折、委署主事、正副缮写等员，分别以郎中、员外郎、主事、笔帖式充任，主要筹办藩部地区各项新政。调查、编纂两局，设正副管股、翻译官、监管官、兼行官等员，分别以郎中、员外郎、主事、笔帖式充任，负责调查、编纂藩部地区的情况。旗籍等六司虽然因“名称久播蒙藩”仍存旧名，但是人员设置也有了变化，均设掌印、帮印、主稿、委署主事、正副缮写等员，分别以郎中、员外郎、主事、笔帖式充任。宣统元年十二月（1910年1月），调查、编纂两局改为调查、编纂两科，合为宪政筹备处，筹备藩部地区宪政事宜。宪政筹备处内附设藩务研究所，所有掌印、帮印各员均入所研究，筹商藩部地区宪政诸事。宣统三年（1911年）四月，清政府成立新内阁，理藩部和其他部一样，尚书改称大臣，侍郎改称副大臣。

## 名字轉變
後金征服察哈爾等漠南蒙古後，首先設立的是蒙古衙門。清崇德三年（1638）六月，皇太極將蒙古衙門更名為理藩院，整頓後組成了由理藩院、都察院及六部組成的八衙門體系。
「理藩院」為漢語名稱，滿語名稱為「tulergi golo be dasara jurgan」，即管理外部區域（「tulergi golo」）的衙門，蒙古語名稱為「γadaγadu mongγul-un törü-yi jasaqci yabudal-un yamun」，意指處理外部蒙古政務的衙門。這反映了皇太極的後金對蒙古影響力與以前相比得到強化的自信感以及意欲更加直接地管轄蒙古各部的意志。表示外部蒙古的蒙古語「γadaγadu mongγul」、表示「外部區域」的滿文「tulergi golo」與漢文詞語「外藩」是對應關係。清初时的「藩部」仅包括蒙古盟旗，故蒙古语中以「外部蒙古」代称满语的「外部区域」，康熙年间之後，清廷所属的藩部才扩展到藏区和西域，但名称未更动。
乾隆時期，理藩院習慣上被稱為「monggo jurgan」，或者被蒙古王公稱為表示大衙門（amba jurgan）之意的蒙語名「yeke yamun」，然而更名後的新名作為正式名稱一直沿用到清朝末期。理藩院的滿語、蒙語、漢語名稱的含義並非完全一致。
而在於之有密切接觸的俄國，俄文歷史文獻中對理藩院有著各種稱呼，如「大衙門、蒙古外交衙門、外務衙門、外務院、獨立領土事務部、藩務部」等等。而1828年俄國著名漢學家和滿學家、科學院通訊院士斯捷潘·瓦西里耶維奇·利波夫佐夫譯自滿文的稱呼則是「中國外務衙門」。

## 架構
理藩院的首長為尚書，名額一人，由滿人出任，官階從一品，統理院內一切事務；副首長是侍郎三人，其中左右侍郎二人由滿人出任，蒙古侍郎一人由蒙古貝勒之中選賢出任，官階從二品；郎中十二人，由宗室一人、滿族三人、蒙古八人所組成，官階正五品，分掌院內各司事務，是處理各項庶務的中級官員；員外郎三十六人，由宗室一人，滿族十人、蒙古族廿五人組成，官階從五品，一般為閒職；堂主事六人，由滿族二人、蒙古三人，漢族一人；校正漢文官二人，皆由漢人出任，作翻譯工作；司務兩人，滿族蒙古族各一人；各司主事十人，分別由兩個滿族官及八個蒙古族官組成；銀庫司官、司庫、司使合共五人，全由滿員出任；筆帖式九十五人，分別為滿族官三十四個、蒙古官五十五人、漢族官六人，負責翻譯奏章、文書抄寫、檢查奏章滿漢蒙三文之間的校注。全院共設官一百七十二人，另有吏一百四十七人協助院務。
理藩院起初分司四个，分掌不同事項，四個司分別掌管外蒙古、新疆和青海蒙古族（上述即所謂『外札薩克』）暨西藏的行政事務及對朝廷關係、一个掌管內蒙古（即所謂『內札薩克』）、一個掌管新疆回部及西南土司各部、最後一個司主理各外藩司法事宜。乾隆年间增加为六個。
1. 旗籍清吏司：掌管內扎薩克所屬24個部落49個旗的劃定疆界、封爵、內部會盟、驛遞、軍旅等內部行政事務。設滿族郎中1人、蒙古族郎中2人、宗室員外郎1人、滿族員外郎1人，蒙古族員外郎2人，滿族主事1人，滿族筆帖式5人，蒙古族筆帖式10人，經承2人，帖寫書吏2人。
2. 典屬清吏司：掌管外扎薩克劃定疆界、封爵、內部會盟、驛遞、軍旅、蒙藏各地喇嘛事宜、察哈爾各族牧民事宜、少數民族地區貿易等內部行政事務及俄商來恰克圖貿易等事宜。設滿族郎中1人、蒙古族郎中1人、滿族員外郎2人，蒙古族員外郎6人，滿族主事1人，蒙古族主事1人，滿族筆帖式4人，蒙古族筆帖式6人，經承1人，帖寫書吏2人。
3. 王會清吏司：掌管內扎薩克所屬24個部落49個旗王公的朝貢、俸祿、賞賜等對朝廷關係事務。設滿族郎中1人、蒙古族郎中2人、滿族員外郎2人，蒙古族員外郎3人，蒙古族主事3人，滿族筆帖式3人，蒙古族筆帖式8人，經承2人，帖寫書吏1人。
4. 柔遠清吏司：掌管外扎薩克王公及蒙藏各地喇嘛的朝貢、俸祿、賞賜等對朝廷關係事務。設宗室郎中1人、滿族員外郎2人，蒙古族員外郎7人，蒙古族主事1人，滿族筆帖式2人，蒙古族筆帖式9人，經承2人。
5. 徠遠清吏司：在乾隆二十六年（1761年）設立，掌管回部扎薩克及四川土司之政令及對回部的賞賜、封銜等事宜。在設蒙古族郎中1人、滿族員外郎1人，蒙古族員外郎4人，蒙古族主事2人，滿族筆帖式3人，蒙古族筆帖式5人，經承2人。
6. 理刑清吏司：分掌外藩各部的刑罰事件，如修訂懲治外藩的法律。而理藩院駐紥各外藩的司員，會參加審理關符外藩的案件及判決。判決是遣罪（發配犯人流徙邊遠地方）以上者，均需匯報理藩院總部以及會同刑部或三法司覆審及執行。設蒙古族郎中2人、滿族員外郎2人，蒙古族員外郎4人，蒙古族主事1人，滿族筆帖式2人，蒙古族筆帖式5人，經承1人。

理藩院尚管轄內館、外館、蒙古學、唐古特（西藏）學、托忒文學、俄羅斯學、木蘭圍場（清代皇家獵苑）、總管駐京喇嘛印務處（負責管理北京，東、西陵，熱河，五台山等各喇嘛寺院的工作）、則例館（處理部門內的法律條文、定例、辦事程序、文案）等機構，以及派出司員，筆帖式作為中央朝廷在外藩的駐官，處理外藩事務，定期輪換。

## 衰落
在咸豐十年十二月（1861年1月）成立總理各國事務衙門以後，兼辦對俄外交事務的作用被總理衙門接管。在光緒三十三年（1907年）九月，清末新政實行行政改革期間，改名爲理藩部，由壽耆出任尚書。清亡後，中古式的外藩概念及封貢體系己不合時宜，在五族共和的理念下，各外藩變成了現代民族國家中華民國的一部分，理藩部再無存在的必要，遂廢。

## 後繼機關
- 蒙藏院（1928年改制）
- 中華民國蒙藏委員會（2017年9月15日裁撤）